# Mara Sugar FC
Der Mara Sugar Football Club ist ein kenianischer Fußballverein mit Sitz in Narok, Narok County. Der Verein spielt aktuell, Stand Oktober 2024, in der ersten Liga des Landes, der Kenyan Premier League.

## Geschichte
Der Mara Sugar FC wurde 2012 von Mitarbeitern der Transmara Sugar Company gegründet. Bei der ersten Generalversammlung wurde Thomas Oduor zum Teammanager ernannt und leitete den Verein bis zu seinem Tod im Jahr 2024. Am Ende der Saison 2023/24 wurde der Verein Meister der zweiten Liga und stieg somit in die erste Liga auf.

## Erfolge
- Kenianischer Zweitligameister: 2023/24  ▲

## Stadion
Der Verein trägt seine Heimspiele im Green Stadium in Awendo aus. Das Stadion hat ein Fassungsvermögen von 6000 Personen.